# Ricardo Teixeira (pilote)
Pour l’article ayant un titre homophone, voir Ricardo Teixeira.
Ricardo Teixeira, né le 2 août 1984 à Lisbonne, est un pilote automobile angolo-portugais, courant majoritairement sous licence angolaise. Il est principalement connu pour être le premier, et à ce jour, l'unique pilote angolais à avoir piloté une Formule 1 en essais officiels, pour le compte du Team Lotus en 2011.

## Biographie
Ricardo Teixeira commence le karting en 1999. Il passe en monoplace en 2000, et roule dans les championnats portugais de Formule BMW et de Formule Ford. Il rejoint ensuite l'échelon supérieur, avec le championnat de Grande-Bretagne de Formule 3 en 2005, se classant septième en 2006. 
Soutenu financièrement par Sonangol, il intègre l'antichambre de la Formule 1, le GP2 Series en 2009. L'année suivante, il change encore de championnat, avec la Formule 2, terminant 16e. En 2011, il devient pilote d'essais du Team Lotus en Formule 1, devenant le premier Angolais à piloter une Formule 1.
Il retrouve ensuite les GP2 Series, sans y marquer aucun point. Après plusieurs années d'absence, il refait une apparition en 2017 dans le championnat chinois de LMP3. Depuis 2016, il s'implique dans le développement d'un championnat de GT électrique, qui doit faire ses débuts en 2018.

## Résultats en compétition automobile
| Saison  | Championnat                   | Écurie                    | Courses           | Victoires         | Pole positions    | Meilleurs tours   | Podiums           | Points            | Classement        |
| ------- | ----------------------------- | ------------------------- | ----------------- | ----------------- | ----------------- | ----------------- | ----------------- | ----------------- | ----------------- |
| 2001    | Formule BMW Junior Cup Iberia |                           | 3                 | 0                 | 0                 | 0                 | 0                 | 28                | 20e               |
| 2002    | Formule 3 britannique         | Essential Motorsport      | 1                 | 0                 | 0                 | 0                 | 0                 | 0                 | N.C               |
| 2003    | ARP Formula 3 Championship    | Rowan Racing              | 5                 | 2                 | 1                 | 2                 | 4                 | 47                | 8e                |
| 2005    | Formule 3 britannique         | Carlin Motorsport         | 16                | 0                 | 0                 | 0                 | 0                 | 61                | 9e                |
| 2006    | Formule 3 britannique         | Carlin Motorsport         | 14                | 0                 | 0                 | 1                 | 2                 | 74                | 7e                |
| 2006    | Formule 3 britannique         | Performance Racing Europe | 14                | 0                 | 0                 | 1                 | 2                 | 74                | 7e                |
| 2007    | Formule 3 britannique         | Performance Racing Europe | 18                | 0                 | 0                 | 0                 | 0                 | 0                 | 20e               |
| 2007    | ATS Formel 3 Cup              | Rennsport Rössler         | 1                 | 0                 | 0                 | 0                 | 0                 | 2                 | 23e               |
| 2007    | Masters de Formule 3          | Performance Racing Europe | 1                 | 0                 | 0                 | 0                 | 0                 | N/A               | 24e               |
| 2008    | Formule 3 britannique         | Ultimate Motorsport       | 20                | 0                 | 0                 | 0                 | 0                 | 0                 | 21e               |
| 2008    | Masters de Formule 3          | Ultimate Motorsport       | 1                 | 0                 | 0                 | 0                 | 0                 | N/A               | N.C               |
| 2008–09 | GP2 Asia Series               | Trident Racing            | 4                 | 0                 | 0                 | 0                 | 0                 | 0                 | 38e               |
| 2009    | GP2 Series                    | Trident Racing            | 18                | 0                 | 0                 | 0                 | 0                 | 0                 | 26e               |
| 2010    | Formule 2                     | MotorSport Vision         | 18                | 0                 | 0                 | 0                 | 0                 | 23                | 16e               |
| 2011    | Formule 1                     | Team Lotus                | Pilote de réserve | Pilote de réserve | Pilote de réserve | Pilote de réserve | Pilote de réserve | Pilote de réserve | Pilote de réserve |
| 2012    | GP2 Series                    | Rapax                     | 22                | 0                 | 0                 | 0                 | 0                 | 0                 | 29e               |
| 2013    | GP2 Series                    | Trident Racing            | 4                 | 0                 | 0                 | 0                 | 0                 | 0                 | 34e               |
| 2014    | Auto GP                       | Super Nova International  | 0 (2)             | 0                 | 0                 | 0                 | 0                 | 0                 | N.C               |